# Ernest Giles
William Ernest Powell Giles (20 de julho de 1835 - 13 de novembro de 1897), mais conhecido como Ernest Giles, foi um explorador australiano que liderou cinco importantes expedições à Austrália central.

## Biografia
Ernest Giles nasceu em Bristol, Inglaterra, filho de William Giles, um comerciante, e Jane Elizabeth, nascida Powell. Giles foi educado na escola do Hospital de Cristo, em Newgate, Londres. Em 1850, aos 15 anos, emigrou para a Austrália, juntou-se aos pais e passou a residir em Adelaide, na Austrália Meridional. Em 1852, Giles foi para os campos de ouro vitorianos, depois tornou-se funcionário dos Correios em Melbourne e, mais tarde, no Tribunal da Comarca. Cansado da vida na cidade, Giles foi para o interior e obteve uma experiência valiosa como bushman. Em 1865, explorou o noroeste do [rio Darling]], na Cordilheira Yancannia, em busca de um país pastoral e terras capazes de cultivar cânhamo, já que era valioso para o fabrico de corda na época.

## Exploração

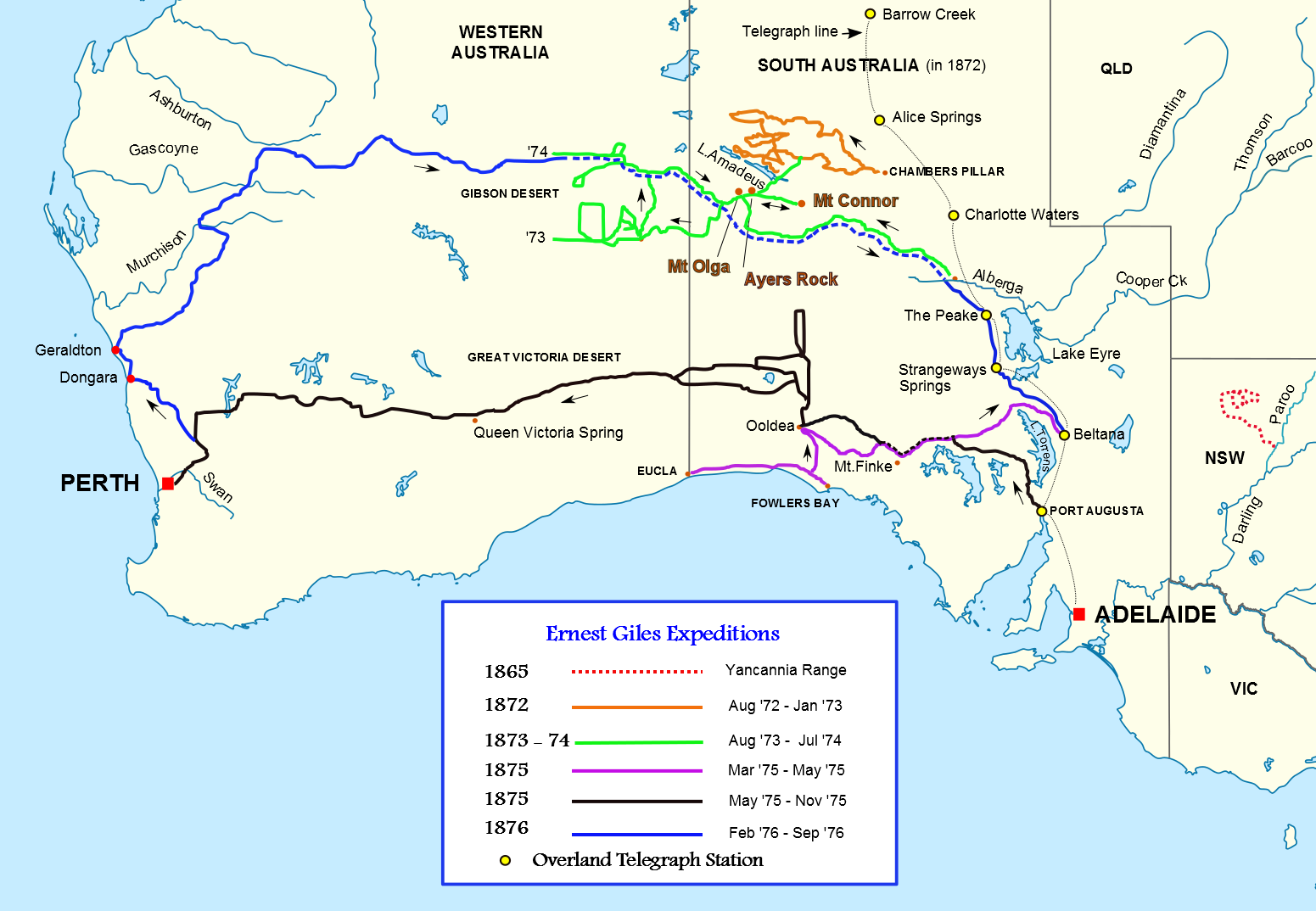
Mapa das rotas seguidas por Ernest Giles

Giles não tentou uma expedição organizada senão em  1872, quando com dois outros homens deixou Chambers Pillar, Austrália do Sul (agora no Território do Norte) em 22 de agosto e atravessou um país anteriormente inexplorado no noroeste e oeste. Encontrando o caminho barrado pelo lago Amadeus e vendo que seus cavalos estavam muito fracos, regressou pelo rio Finke e depois por Charlotte Waters e Adelaide, onde chegou em janeiro de 1873. Giles considerou a sua expedição como um fracasso, mas ele se deu bem considerando o tamanho e o equipamento de seu grupo.
O amigo de Giles Barão von Mueller fez uma subscrição para que uma nova expedição pudesse ser feita. Os serviços de William Tietkens como primeiro assistente foram assegurados, e com outros dois homens foi feita uma nova expedição iniciada em 4 de agosto de 1873. A jornada começou consideravelmente a sul da expedição anterior e a partir do rio Alberga foi percorrido um percurso geralmente mais a oeste. Um mês depois, no Musgrave Ranges, foi encontrado um rio designado de Ferdinand. Em 3 de outubro de 1873, a comitiva aproximava-se da longitude 128º leste. A região era extremamente seca e, embora testando em várias direções, era uma luta constante para obter água suficiente e manter os cavalos em movimento. No início de novembro, tendo passado o meridiano 126 E, um retorno parcial foi feito e em 20 de dezembro de 1873 as proximidades do monte Scott foram atingidas. O grupo virou para norte e depois para oeste, e o ponto mais distante a oeste foi atingido em 23 de abril de 1874. Giles e um dos homens, Alfred Gibson, estavam em batida exploratória quando o cavalo deste último morreu. Giles deu a Gibson o seu próprio cavalo com instruções para seguir os seus rastos e obter ajuda. Giles regressou à base a pé em oito dias, quase completamente exausto, para descobrir que Gibson não havia chegado ao acampamento. Uma busca foi feita durante vários dias sem sucesso. Os mantimentos estavam quase terminados, nada mais poderia ser feito, e em 21 de maio de 1874 a jornada de retorno começou. Giles nomeou o deserto deserto de Gibson em homenagem ao seu companheiro. Em 24 de junho de 1874, o grupo estava no caminho certo para o rio Finke e em 13 de julho de 1874 Charlotte Waters foi alcançada. Giles mais uma vez falhou na tentativa de cruzar o continente, mas nas circunstâncias em que tudo isso foi feito, mais seria impossível.
Giles foi o primeiro europeu a ver as formações rochosas de "The Olgas", agora conhecidas pelo seu nome aborígene de Kata Tjuta e o lago Amadeus. Giles quis nomear estes de Monte Mueller e Lago Ferdinand, respetivamente, para homenagear o seu patrono Barão Ferdinand von Mueller, mas Mueller prevaleceu na sua vontade de honrar Amadeu da Espanha e a railha Olga de Württemberg. Giles supostamente descobriu Uluru (antes chamado Ayers Rock), mas foi batido na alegação por um explorador concorrente, William Gosse.

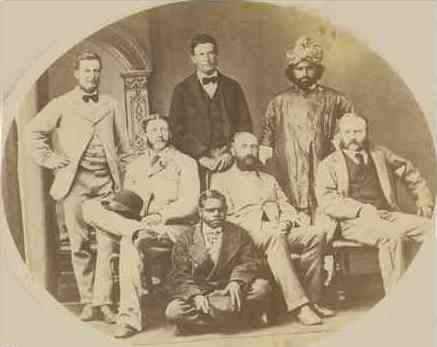
O grupo da quarta expedição de Giles

No início de 1875, Giles preparou diários para publicação sob o título "Viagens geográficas na Austrália Central" e, em 13 de março de 1875, com a generosa ajuda de Thomas Elder, iniciou a sua terceira expedição. Continuando consideravelmente para norte a partir de Fowlers Bay, o continente foi considerado muito seco. Refazendo os seus passos, Giles virou para leste e, eventualmente, contornando o lado norte do lago Torrens chegou à estação de Elder em  Beltana. Aí os preparativos para a quarta viagem foram feitos e, com Tietkens novamente seu tenente, e com o que Giles sempre quisera, uma caravana de camelos, foi iniciada em 6 de maio. Port Augusta foi alcançada em 23 de maio e, depois de tomar um curso a norte para os lagos, seguiu-se um curso geralmente para oeste. Alguma água foi levada, e o grupo foi salvo das buscas contínuas por água para os cavalos que causaram muita dificuldade nas expedições prévias. No final de setembro, 520 km haviam sido cobertos em 17 dias sem encontrar água, quando em 25 de setembro o nativo Tommy encontrou um suprimento abundante num pequeno intervalo entre dunas de areia (Queen Victoria Spring), e o grupo foi salvo.
Giles ficou dois meses em Perth. Tietkens e Jess Young, outro membro da expedição, voltaram a Adelaide por via marítima, e em 13 de janeiro de 1876, Giles iniciou a viagem de volta tomando um rumo geralmente a cerca de 640 km a norte da última jornada. Chegou a Adelaide em setembro de 1876 depois de uma boa viagem durante a qual os camelos foram considerados inestimáveis.